# Központi Gépgyártási Tudományos Kutatóintézet
A Központi Gépgyártási Tudományos Kutatóintézet (oroszul: Центральный научно-исследовательский институт машиностроения, magyar átírásban: Centralnij naucsno-isszledovatyelszkij insztyitut masinosztrojenyija), rövidítve CNIIMas, korábban NII–88 Oroszország Moszkvai területén, Koroljov városban működő központi szövetségi állami vállalat (FGUP), amely az Orosz Szövetségi Űrügynökség (Roszkoszmosz) felügyelete alatt tevékenykedik. Rakéták és űrkutatási eszközök fejlesztésével, valamint az ehhez kapcsolódó kutatásokkal foglalkozik. A kutatóintézet keretein belül működik a Roszkoszmosz Repülésirányító Központja (CUP).

## Története

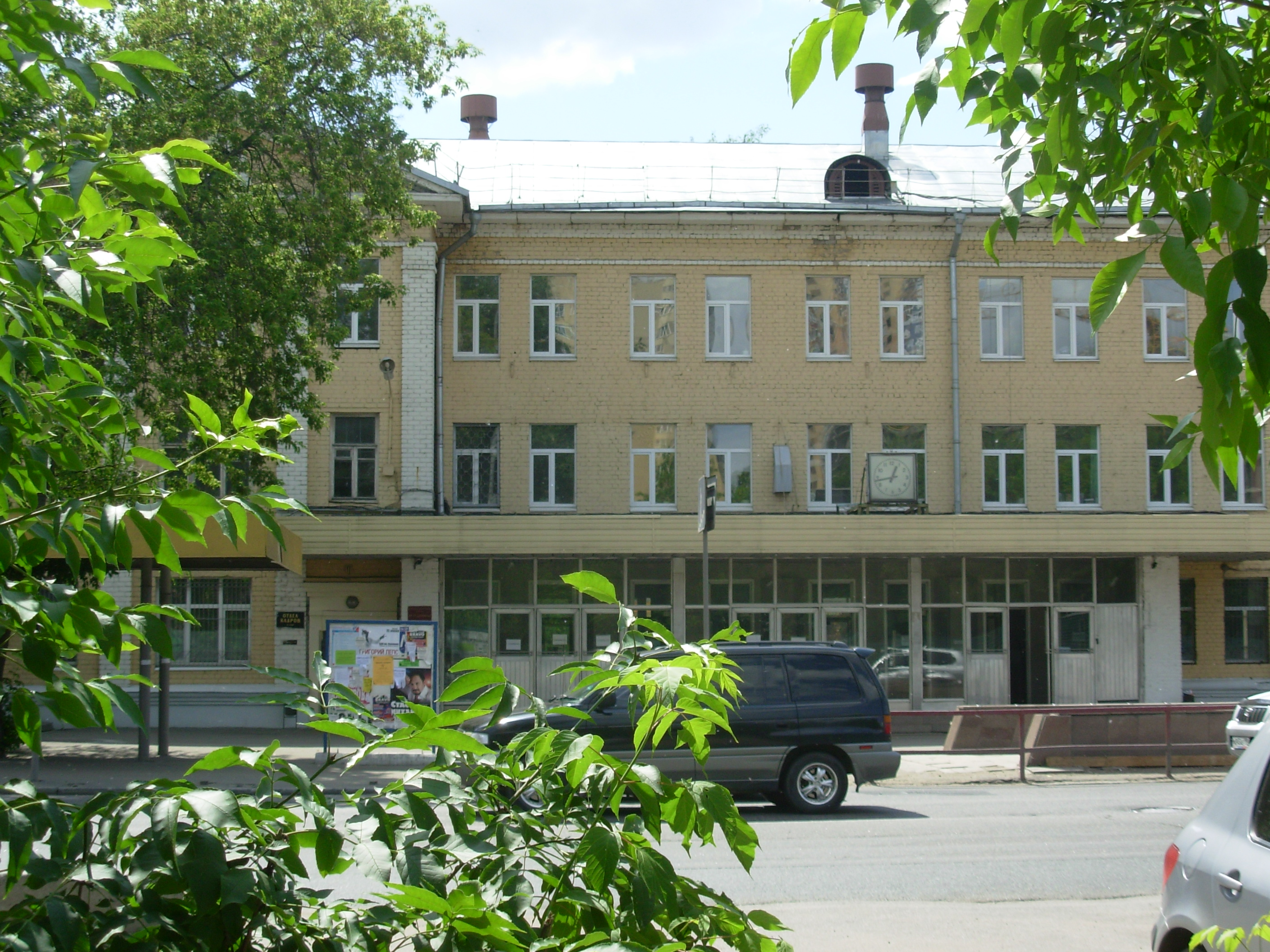
A CNIIMas főbejárata Koroljovban, a Pionyerszkaja utcában

1946. május 13-n hozták létre Kalinyingradban (1991-től Koroljov) a Szovjetunió Minisztertanácsának 1017-419 sz. rendelete alapján mint a szovjet rakétafegyverek (ballisztikus rakéták, légvédelmi rakéták, robotrepülőgépek és folyékony hajtóanyagú rakétahajtóművek) kifejlesztéséért felelős intézetet. Lényegében ezzel a lépéssel kezdődött a szovjet rakétatechnológiai iparág kialakulása, majd később a szovjet rakétagyártás több intézete és gyártóbázisa is ebből nőtt ki. A kutatóintézet a tüzérségi fegyvereket gyártó egykori 88. sz. gépgyár alapjain jött létre. A gépgyár a későbbiekben is a kutatóintézet, majd később az OKB–1 tervezőiroda gyártóbázisát képezte.
Az 1950-es évek elején a kutatóintézettől más szervezethez került a légvédelmi rakéták, majd röviddel ezután a robotrepülőgépek fejlesztése, a CNIIMas ettől kezdve csak a ballisztikus rakéták, később az ezeken alapuló űrhajózási hordozórakéták, valamint az űrkutatási eszközök fejlesztésével foglalkozott. Az intézetben a ballisztikus rakétákkal foglalkozó tervezőirodát 1946-tól Szergej Koroljov vezette.
A kutatóintézetben 1953-ra készültek el a Koroljov vezette tervezőiroda által fejlesztett első szovjet közepes hatótávolságú ballisztikus rakétával, az R–5-el, mely 1953 áprilisában repült először. Ennek továbbfejlesztett változata, az 1200 km hatótávolságú R–5M már nukleáris robbanófejjel volt felszerelve, ez volt az első szovjet nukleáris rakétafegyver, melyet 1956-ban állítottak hadrendbe.
Az NII–88 kutatóintézet OKB–1 tervezőirodája hivatalosan 1954 januárjában kapott megbízást egy interkontinentális ballisztikus rakéta kifejlesztésére, bár az előzetes tervezési munkálatok már 1950-ben elkezdődtek. Koroljov 1957 elejére készül el a rakétával, amely az R–7 jelzést kapta.
A Koroljov vezette tervezőiroda és a 88. sz. gépgyár még abban az évben kivált az NII–88-ból és önállóan, OKB–1 tervezőiroda (napjainkban RKK Enyergija) néven működött tovább.
Később más, a szovjet rakétatechnikában tevékenykedő szervezetek és vállalatok is az NII–88-ból kiválva kezdték meg a működésüket. Így az NII–88-ból kiválva jöttek létre 1958-ban a Zvezda Automatizálási és Műszeripari Tudományos Termelési Központ, 1959-ben az Iszajev nevét viselő Vegyészeti Gépgyártási Tervezőiroda, 1958-ban a Méréstechnikai Tudományos Termelési Egyesülés, 1973-ban az Agat, majd 1975-ben a Kompozit vállalatok.
1956. április 20-n az R–5 közepes hatótávolságú ballisztikus rakéta kifejlesztéséért az NII–88-t Lenin-renddel tüntették ki. 1976. január 15-n pedig Szojuz–Apollo közös amerikai–szovjet űrprogramban játszott szerepéért az Októberi Forradalom érdemrendet kapta meg a kutatóintézet.
Az 1960-as évektől az NII–88 fő profilja az űrkutatással és a rakétatechnikával kapcsolatos kutatás és kísérleti tevékenység lett. Ebbe beletartozik az űrkutatásban használatos anyagok és berendezések szilárdsági vizsgálata, valamint az aero- és gázdinamikai kísérletek, pályaelemek számítása és rendszertervezés (pl. GLONASZSZ számára), minőségbiztosítás, szabványosítás.
A kutatóintézetnek saját múzeuma van, amely a szovjet rakétatechnikai kezdeteitől mutatja be az intézethez kötődő rakétafejlesztések (R–1, R–2, R–5M, R–7, R–11)  történetét és az eszközeit, az intézet történetét és a hozzá kapcsolódó vezető szakemberek munkásságát.
Az intézet főépületében Mihail Jengel tiszteletére emléktáblát helyeztek el.

## Repülésirányító Központ

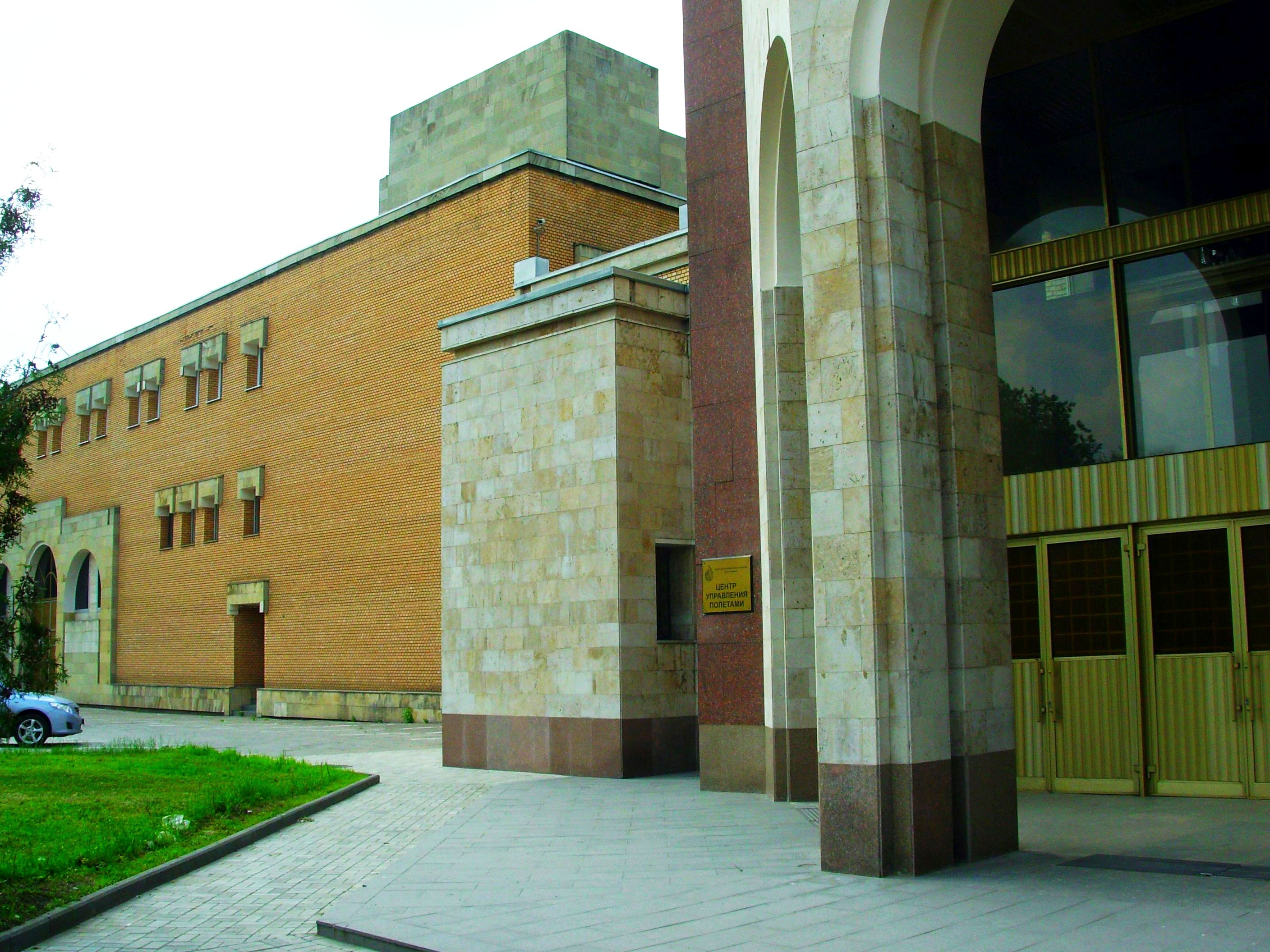
A Repülésirányító Központ (CUP) épülete

Már 1957-ben, az első űrhajózási hordozórakéta és az első műhold, a Szputnyik–1 indításakor felmerült az igény egy olyan szervezet iránt, amely a rakéták és egyéb űreszközök repülése során keletkező operatív információkat összegyűjti és feldolgozza. E célból az NII–88-t jelölték ki a megfelelő szervezet létrehozására. Az NII–88-nál létrehozott Számítóközpont (VC – Vicsiszlityelnij Centr, magyarul számítóközpont) 1960. október 3-n kezdte meg működését. Az NII–88 Számítóközpontja 1965-ben alakult át Repülésirányító Központtá (CUP), amely azóta is a kutatóintézet keretei között működik Koroljovban.

## Kiadványai
Az NII-88 több szakmai és tudományos kiadványt jelentet meg rendszeresen. 1959 óta jelenik meg a Raketnaja tyehnyika (magyarul: Rakétatechnika), 1965-től Raketnaja i koszmicseszkaja tyehnyika (magyarul: Rakéta- és űrtechnika), amely a külföldi szaksajtót szemlézi. 1993 óta adja ki az intézet Koszmonavtyika i raketosztrojenyije (magyarul: Űrhajózás és rakétagyártás) című tudományos folyóiratot. Az intézet belső, a munkatársak számára készülő vállalati lapja a Progressz (magyarul: Haladás) című újság, amely 1966. október 3-n jelent meg először.

## Vezetői
A Központi Gépgyártási Tudományos Kutatóintézet vezetői napjainkig (zárójelben a hivatali időszak):
- Lev Gonor (1946–1950)
- Konsztantyin Rudnyev (1950–1952)
- Mihail Jangel (1952–1953)
- Alekszej Szpiridonov (1953–1959)
- Georgij Tyulin (1959–1961)
- Jurij Mozzsorin (1961–1990)
- Vlagyimir Utkin (1990–2000)
- Nyikolaj Anfimov (2002–2008)
- Gennagyij Rajkunov (2008–2013)
- Nyikolaj Panyicskin (2013–2015, megbízott vezérigazgató)
- Oleg Gorskov (2015-től)

## Az NII–88-hoz kötődő ismert tervezők
A szovjet űrkutatás és rakétatechnikai számos vezető személyisége kezdte a pályafutását az NII-88-ban, többek között:
- Szergej Koroljov
- Alekszej Iszajev
- Viktor Makejev
- Georgij Babakin
- Mihail Resetnyov
- Dmitrij Kozlov
- Mihail Rjazanszkij
- Vjacseszlav Kovtunyenko
- Vaszilij Misin